# Людина за бортом
«Людина за бортом» — радянський чорно-білий детективний художній фільм 1969 року, знятий режисером Ходжакулі Нарлієвим на кіностудії «Туркменфільм».

## Сюжет
Коли почався шторм, рибальські човни були далеко у морі, що призвело до загибелі їх екіпажу. Проте на берег зміг повернутися один рибалка. Починається розслідування щодо пошуку причетних до цієї події.

## У ролях
- Ходжадурди Нарлієв — Сапар (дублював Анатолій Кузнецов)
- Баба Аннанов — Ораз Ніязов (дублював Юрій Боголюбов)
- Мухаммед Черкезов — Перманов (дублював Михайло Глузський)
- Ходжан Овезгеленов — капітан (дублював Микола Граббе)
- Ата Аловов — Мурад (дублював Олексій Сафонов)
- С. Овезов — Чаканов (дублював Андрій Тарасов)
- Хоммат Муллик — слідчий (дублював Олег Голубицький)
- А. Овезнепесов — юнга (дублював Станіслав Симонов)
- Амандурди Ходжакулієв — Гельдиєв (дублював Віктор Рождественський)
- Ене Байрамбердиєва — Гозель
- Куллук Ходжаєв — батько Мурада
- Огулькурбан Дурдиєва — мати Мурада
- Сабіра Атаєва — мати Сапара
- Імамберди Суханов — Чари
- Акмурад Бяшимов — епізод
- Майя Аймедова — Гельнедже
- Назар Бекмієв — епізод
- Г. Абдалов — епізод
- Ю. Єгоров — епізод
- С. Воротников — епізод
- Н. Кіляков — епізод
- Реджеп Реджепов — епізод
- Курбан Аннакурбанов — епізод

## Знімальна група
- Режисер — Ходжакулі Нарлієв
- Сценаристи — Яків Айзенберг, Курбандурди Курбансахатов, Іван Рєпін
- Оператор — Вадим Лунін
- Композитор — Реджеп Реджепов
- Художник — Аннамамед Ходжаніязов